# 대한민국 형법 제55조
대한민국 형법 제55조는 법률상의 감경에 대한 형법총칙의 조문이다.형법제974호

## 조문
제55조(법률상의 감경) ① 법률상의 감경은 다음과 같다.  <개정 2010.4.15.>
1. 사형을 감경할 때에는 무기 또는 20년 이상 50년 이하의 징역 또는 금고로 한다.
2. 무기징역 또는 무기금고를 감경할 때에는 10년 이상 50년 이하의 징역 또는 금고로 한다.
3. 유기징역 또는 유기금고를 감경할 때에는 그 형기의 2분의 1로 한다.
4. 자격상실을 감경할 때에는 7년 이상의 자격정지로 한다.
5. 자격정지를 감경할 때에는 그 형기의 2분의 1로 한다.
6. 벌금을 감경할 때에는 그 다액의 2분의 1로 한다.
7. 구류를 감경할 때에는 그 장기의 2분의 1로 한다.
8. 과료를 감경할 때에는 그 다액의 2분의 1로 한다.
②법률상 감경할 사유가 수개있는 때에는 거듭 감경할 수 있다.
第55條(法律上의 減輕) ① 法律上의 減輕은 다음과 같다.  <개정 2010.4.15.>
1. 死刑을 減輕할 때에는 無期 또는 20년 이상 50년 이하의 懲役 또는 禁錮로 한다.
2. 無期懲役 또는 無期禁錮를 減輕할 때에는 10년 이상 50년 이하의 懲役 또는 禁錮로 한다.
3. 有期懲役 또는 有期禁錮를 減輕할 때에는 그 刑期의 2分의 1로 한다.
4. 資格喪失을 減輕할 때에는 7年 以上의 資格停止로 한다.
5. 資格停止를 減輕할 때에는 그 刑期의 2分의 1로 한다.
6. 罰金을 減輕할 때에는 그 多額의 2分의 1로 한다.
7. 拘留를 減輕할 때에는 그 長期의 2分의 1로 한다.
8. 科料를 減輕할 때에는 그 多額의 2分의 1로 한다.
②法律上 減輕할 事由가 數個있는 때에는 거듭 減輕할 수 있다.

## 참고 문헌
- 신이철, 형법총론, 경찰승진연구회, 2005. ISBN 9788988777886
- 조현욱, 형법총론강의, 진원사, 2008 ISBN 9788990904621
- 손동권, 형법총론, 栗谷出版社, 2011. ISBN 9788991830936
- 최성진. (2024). 형법 제55조, 제56조의 법률상 감경을 둘러싼 법적 제 문제. 법학연구, 32(1), 215-235.